# Robert Thomann
Robert Thomann (* 1. Juni 1873 in Münchwilen TG; † 18. Juni 1958 in Winterthur) war ein schweizerischer Bauingenieur und Hochschullehrer.

## Leben
Robert Thomann  besuchte die Primarschule Münchwilen, die Sekundarschule in Wattwil sowie die Kantonsschule in Frauenfeld. Danach nahm er 1892 ein Maschinenbaustudium am Eidgenössischen Polytechnikum in Zürich auf, das er 1896 mit dem Erwerb des akademischen Grades eines Dipl. Masch.-Ing. ETH abschloss. Thomann war dort in direkter Folge als Assistent angestellt, bevor er eine Ingenieursstelle in Mailand antrat.
1900 folgte Robert Thomann dem Ruf auf die ordentliche Professur für Wasserkraftmaschinen- und Anlagen an die TH Stuttgart, als deren Rektor er von 1909 bis 1911 fungierte. 1921 wechselte er als Ordinarius an die École d’ingénieurs de l’Université de Lausanne. Zuletzt lehrte er von 1928 bis 1940 an der TH Graz. Robert Thomann kehrte 1944 in die Schweiz zurück, dort verstarb er 1958 knapp nach Vollendung seines 85. Lebensjahres in Winterthur.
Thomann war Mitglied im Verein Deutscher Ingenieure (VDI) und dessen württembergischem Bezirksverein. In den Jahren 1907 und 1908 saß er dem württembergischen Bezirksverein des VDI vor.

## Publikationen
- Die Entwicklung des Turbinenbaues mit den Fortschritten der Elektrotechnik: Antrittsvorlesung gehalten an der k. Techn. Hochschule in Stuttgart. K. Wittwer, 1901.
- Die Wasserturbinen, ihre Berechnung und Konstruktion. K. Wittwer, 1908.
- Die Wasserturbinen und Turbinenpumpen. Band 1, Ausg. 3. K. Wittwer, 1924.
- Bericht über die Stahlgussräder der Turbinen in den Zentralen Küblis und Klosters der AG.-Bündner Kraftwerke. 2. Ausfertigung. Université, 1927.